# Chikuwa
Chikuwa (竹輪 (Trúc luân)/ ちくわ/ チクワ) là một loại chả cá của Nhật làm từ các nguyên liệu như surimi cá, muối, đường, tinh bột, mì chính và lòng trắng trứng. Sau khi trộn đều chúng, chúng được bọc quanh một que tre hay thép và được hấp hay chưng. Từ chikuwa ("vòng tre") đến từ hình dáng khi nó đã được thái.

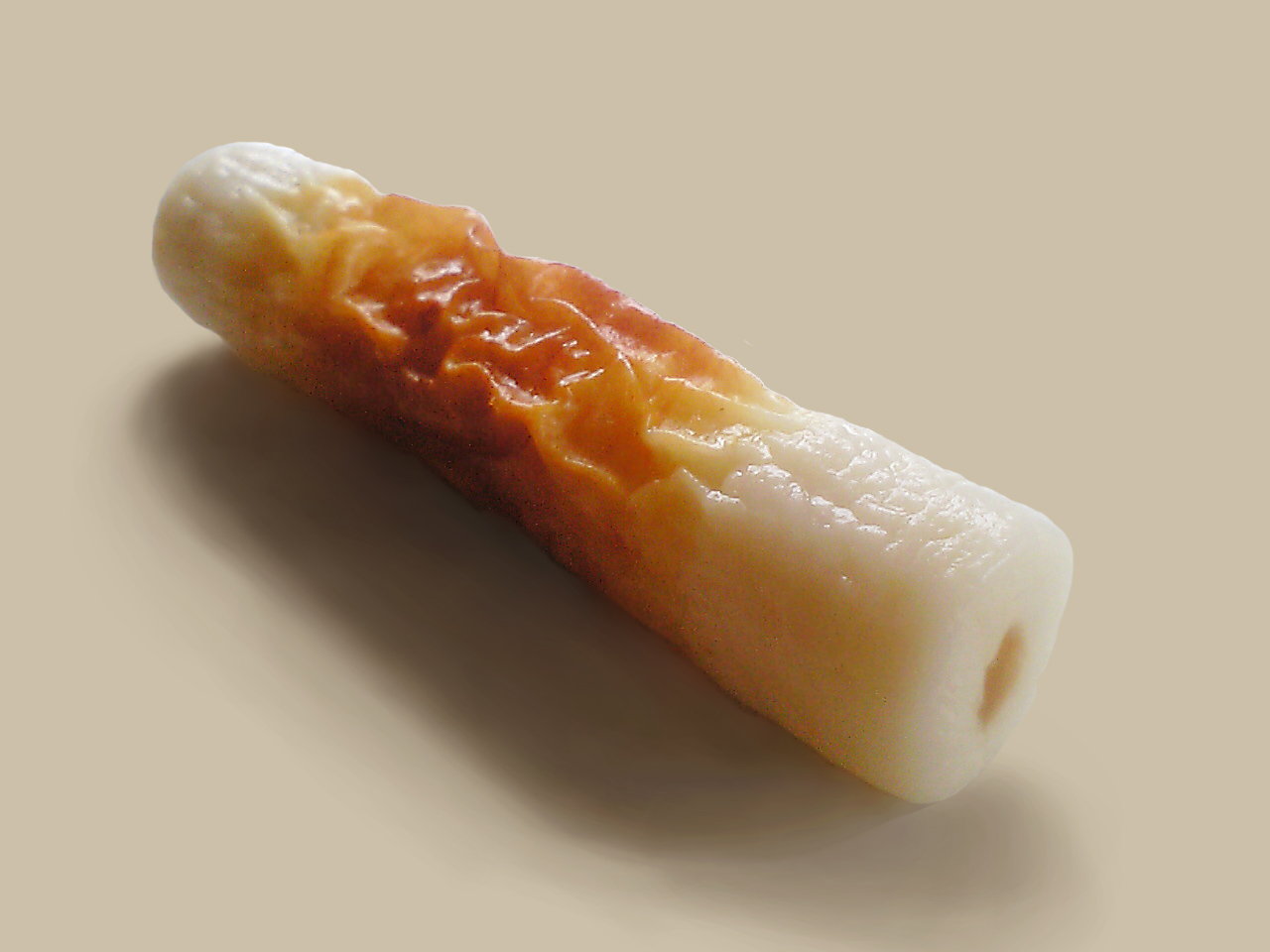
Chikuwa

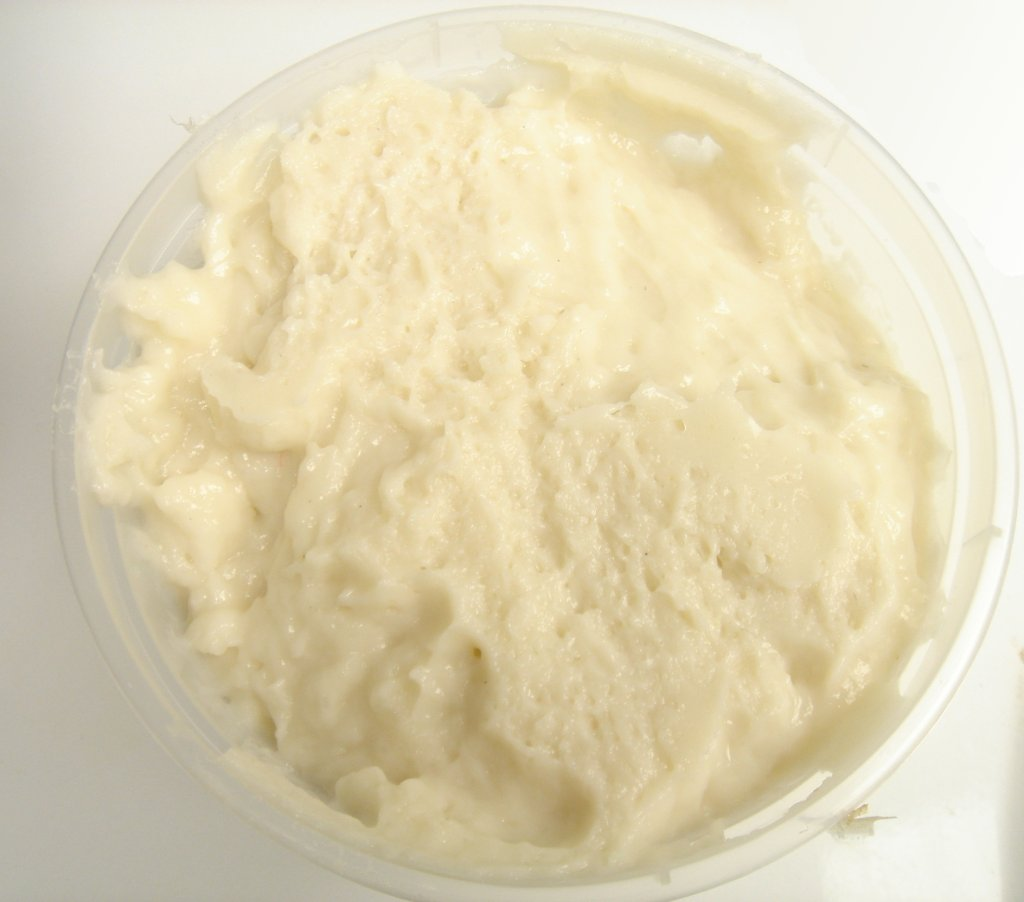
Một bát surimi cá chưa ướp sẵn sàng để chế biến.

Các biến thể của sản phẩm surimi như kamaboko và satsuma age được ưa chuộng. Ở Tottori, mức tiêu thụ trên mỗi hộ gia đình là mức cao nhất trong số các tỉnh trong 30 năm qua, kể từ năm đầu tiên kỷ lục này được giữ. Vì nó rẻ và là một nguồn protein tương đối ít chất béo, chikuwa là một món ăn nhẹ phổ biến.
Không nên nhầm lẫn Chikuwa với chikuwabu, đây là một sản phẩm hoàn toàn khác.

## Thành phần

### Lựa chọn cá
Cá thịt trắng được sử dụng để làm surimi (tiếng Nhật: 擂 り 身, nghĩa đen là "thịt xay") bao gồm:
- Cá minh thái Alaska (Theragra chalcogramma)
- Các loài cá mập khác nhau (Selachimorpha)
- Nhiều loài cá chuồn (Exocoetidae)
- Cá thu Okhotsk atka (Pleurogrammus azonus)
- Cá tráp vây vàng (Nemipterus virgatus)
- Bass đen
  - Cá vược miệng nhỏ (Micropterus dolomieu)
  - Cá vược miệng lớn (Micropterus salmoides)
  - Cá vược đen Florida (Micropterus floridanus)

## Sử dụng
Chikuwa có thể được ăn ngay. Nó cũng thường được sử dụng như một thành phần cho nimono như Oden, chikuzenni, chirashizushi, udon, yakisoba, yasai-itame, và cà ri Nhật Bản.

## Biến thể khu vực
Có một số biến thể ở các khu vực khác nhau. Ở phía đông của Tottori và một phần của Nagasaki, đậu phụ chikuwa được sản xuất để thêm đậu phụ vào surimi. Thường thì đậu phụ cứng là lựa chọn được ưu tiên.
Ở Yawatahama, Ehime, kawa-chikuwa (nghĩa đen là chikuwa có da) được sản xuất: da cá được quấn quanh xiên và nướng. Đây là sản phẩm biến thể của chikuwa thông thường, tuy nhiên chúng có kết cấu và hương vị khác nhau.
Ở Shikokuchūō, Ehime, có ebi-chikuwa, là surimi có nhân tôm.
Ở Komatsushima, Tokushima, có chikuwa (nghĩa đen là chikuwa có tre), vẫn còn trên que tre sau khi nó được nướng chín.
Các nhà hàng sushi ở Úc có thể nhồi phô mai vào phần rỗng (loại đã qua chế biến hoặc mềm như Brie) và chiên chúng trong bột tempura.